# Konstanter Funktor
Der konstante Funktor ist ein Begriff aus dem mathematischen Teilgebiet der Kategorientheorie. Ein konstanter Funktor zwischen zwei Kategorien ist ein Funktor, der jedes Objekt auf ein festes Objekt der Zielkategorie und jeden Morphismus auf die Identität dieses festen Objekts abbildet.

## Definition
Seien {\displaystyle {\mathcal {C}}} und {\displaystyle {\mathcal {D}}} zwei Kategorien, {\displaystyle D} sei ein Objekt in {\displaystyle {\mathcal {D}}}.
Die Zuordnungen
- Objekt aus {\displaystyle {\mathcal {C}}\quad \mapsto \quad D}
- Morphismus aus {\displaystyle {\mathcal {C}}\quad \mapsto \quad 1_{D}}

bilden einen Funktor {\displaystyle {\mathcal {C}}\rightarrow {\mathcal {D}}}.
Man nennt diesen den konstanten Funktor mit Wert {\displaystyle D} und bezeichnet ihn oft auch mit {\displaystyle D}.

## Bemerkungen
- Dass es sich bei diesen Zuordnungen um einen Funktor handelt, ergibt sich direkt aus {\displaystyle 1_{D}\circ 1_{D}=1_{D}}.
- Kegel und Kokegel sind natürliche Transformationen zwischen Funktoren auf kleinen Kategorien konstanten Funktoren.

## Der Funktor der konstanten Funktoren
Seien {\displaystyle {\mathcal {C}}} und {\displaystyle {\mathcal {D}}} zwei Kategorien, {\displaystyle D_{1}} und {\displaystyle D_{2}} Objekte aus {\displaystyle {\mathcal {D}}}, die auch die durch sie gegebenen konstanten Funktoren bezeichnen.
Ist {\displaystyle f\in \mathrm {Hom} _{\mathcal {D}}(D_{1},D_{2})} und {\displaystyle \alpha _{f}:=(\alpha _{C})_{C\in {\mathcal {C}}}} definiert durch {\displaystyle \alpha _{C}=f} für alle Objekte {\displaystyle C\in {\mathcal {C}}}, so ist {\displaystyle \alpha _{f}} eine natürliche Transformation {\displaystyle D_{1}\rightarrow D_{2}} zwischen den konstanten Funktoren.
Auf diese Weise erhält man einen Funktor {\displaystyle K_{{\mathcal {C}},{\mathcal {D}}}\colon {\mathcal {D}}\rightarrow {\mathcal {D}}^{\mathcal {C}}} von {\displaystyle {\mathcal {D}}} in die Funktorkategorie {\displaystyle {\mathcal {D}}^{\mathcal {C}}}, der jedes Objekt {\displaystyle D} auf den zugehörigen konstanten Funktor abbildet.
Der Funktor {\displaystyle K_{{\mathcal {C}},{\mathcal {D}}}} erhält sowohl Limites als auch Kolimites.
Ist {\displaystyle {\mathcal {C}}} eine kleine Kategorie und existieren in {\displaystyle {\mathcal {D}}} alle Limites mit Indexkategorie {\displaystyle {\mathcal {C}}}, so hat man eine Adjunktion {\displaystyle K_{{\mathcal {C}},{\mathcal {D}}}\dashv \lim _{\leftarrow {\mathcal {C}}}}.
Dabei bezeichnet {\displaystyle \lim _{\leftarrow {\mathcal {C}}}} einen durch Wahlen von Limes-Objekten gebildeten Funktor {\displaystyle {\mathcal {D}}^{\mathcal {C}}\rightarrow {\mathcal {D}}}.
Ist {\displaystyle {\mathcal {C}}} eine kleine Kategorie und existieren in {\displaystyle {\mathcal {D}}} alle Kolimites mit Indexkategorie {\displaystyle {\mathcal {C}}}, so hat man eine Adjunktion {\displaystyle \lim _{\rightarrow {\mathcal {C}}}\dashv K_{{\mathcal {C}},{\mathcal {D}}}}.
Dabei bezeichnet {\displaystyle \lim _{{\mathcal {C}}\rightarrow }} einen durch Wahlen von Kolimes-Objekten gebildeten Funktor {\displaystyle {\mathcal {D}}^{\mathcal {C}}\rightarrow {\mathcal {D}}}.
Trifft beides zu, erhält man die leicht einprägsame Formel (die Pfeile unter dem Limeszeichen in nachstehender Formel zeigen zur Mitte):
{\displaystyle \lim _{{\mathcal {C}}\rightarrow }\dashv K_{{\mathcal {C}},{\mathcal {D}}}\dashv \lim _{\leftarrow {\mathcal {C}}}}.